# Haken

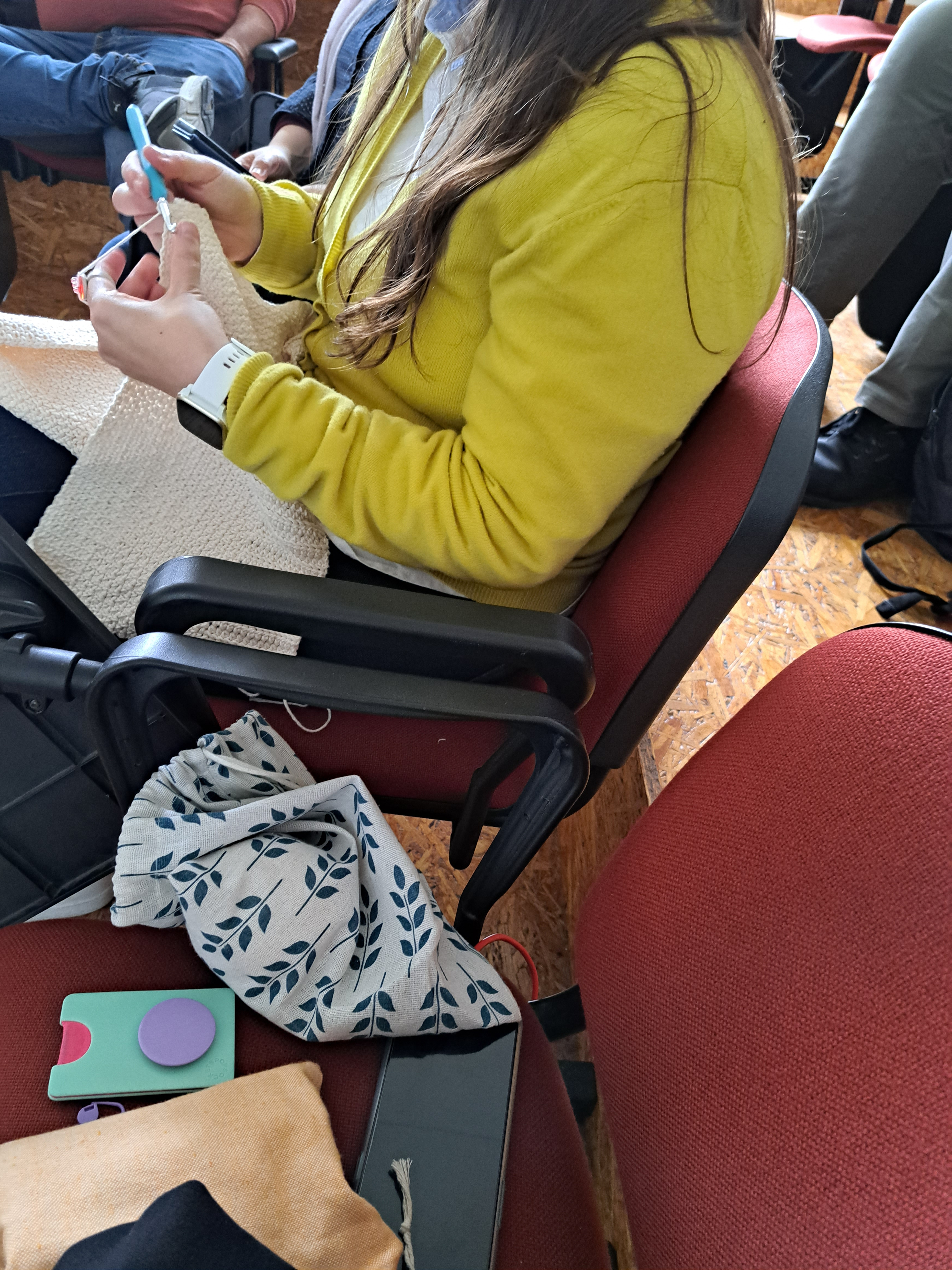
Hakende persoon

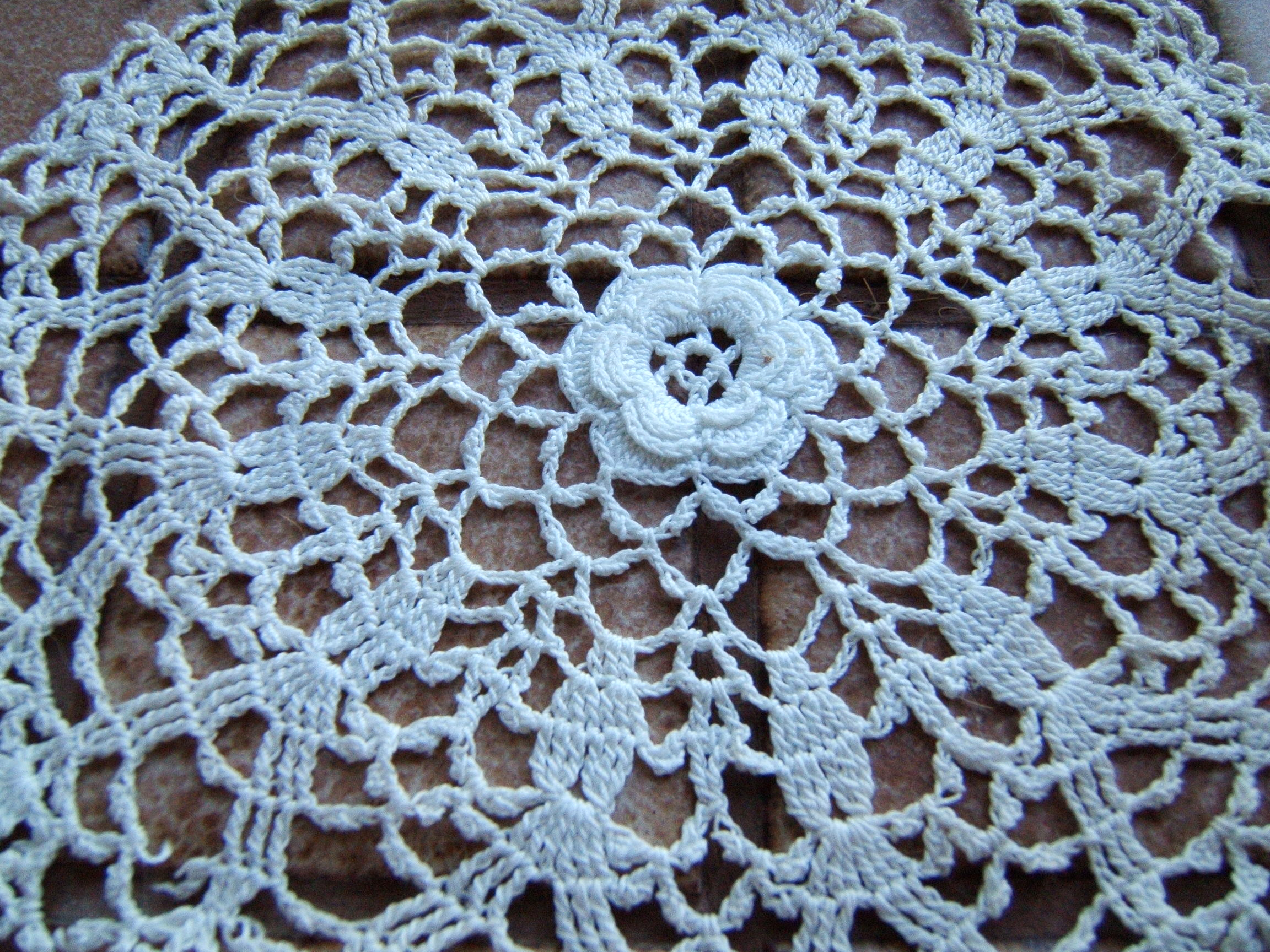
Supermacrofoto van fijn haakwerk

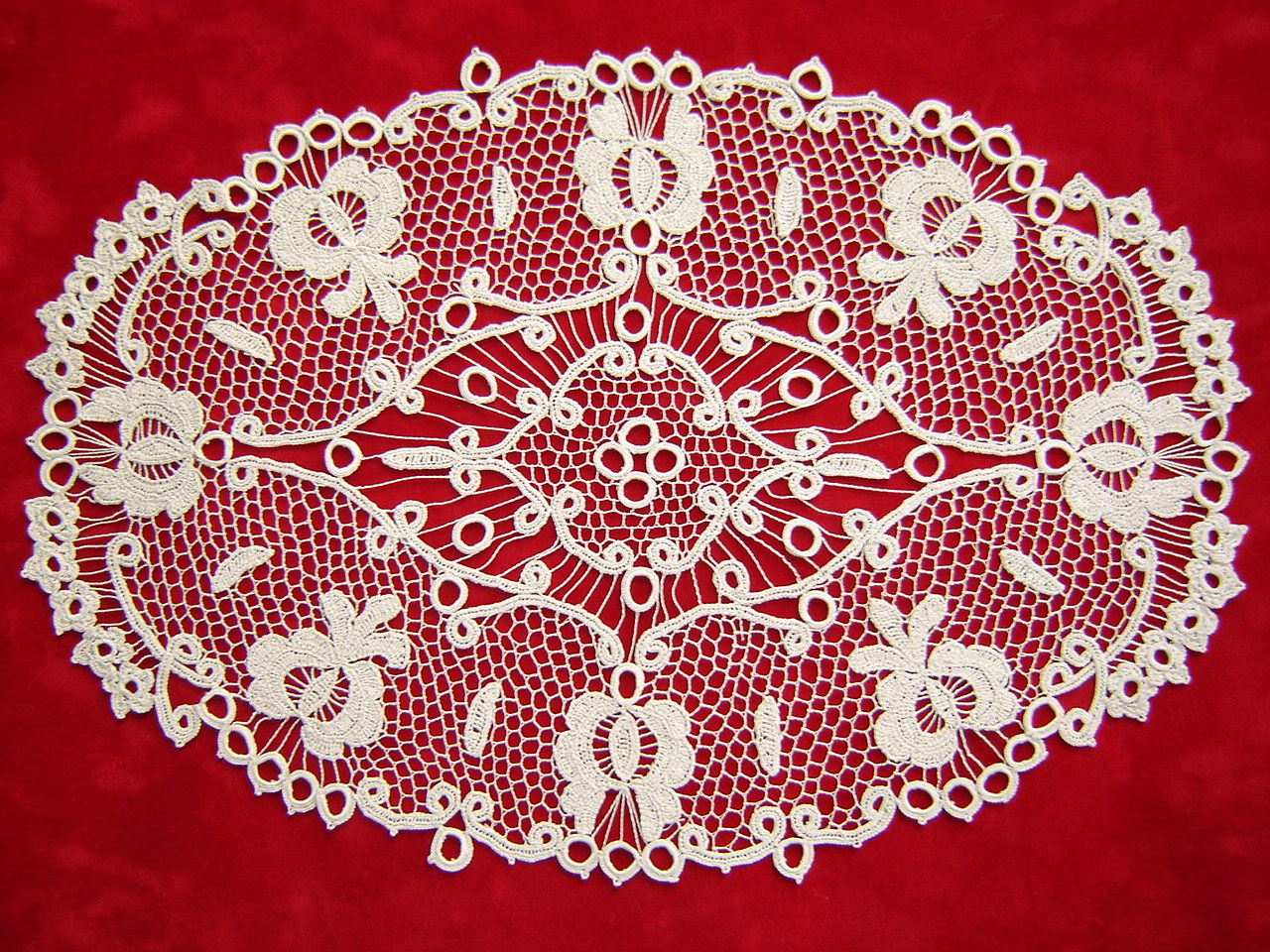
Hongaars Csetneki-haakwerk

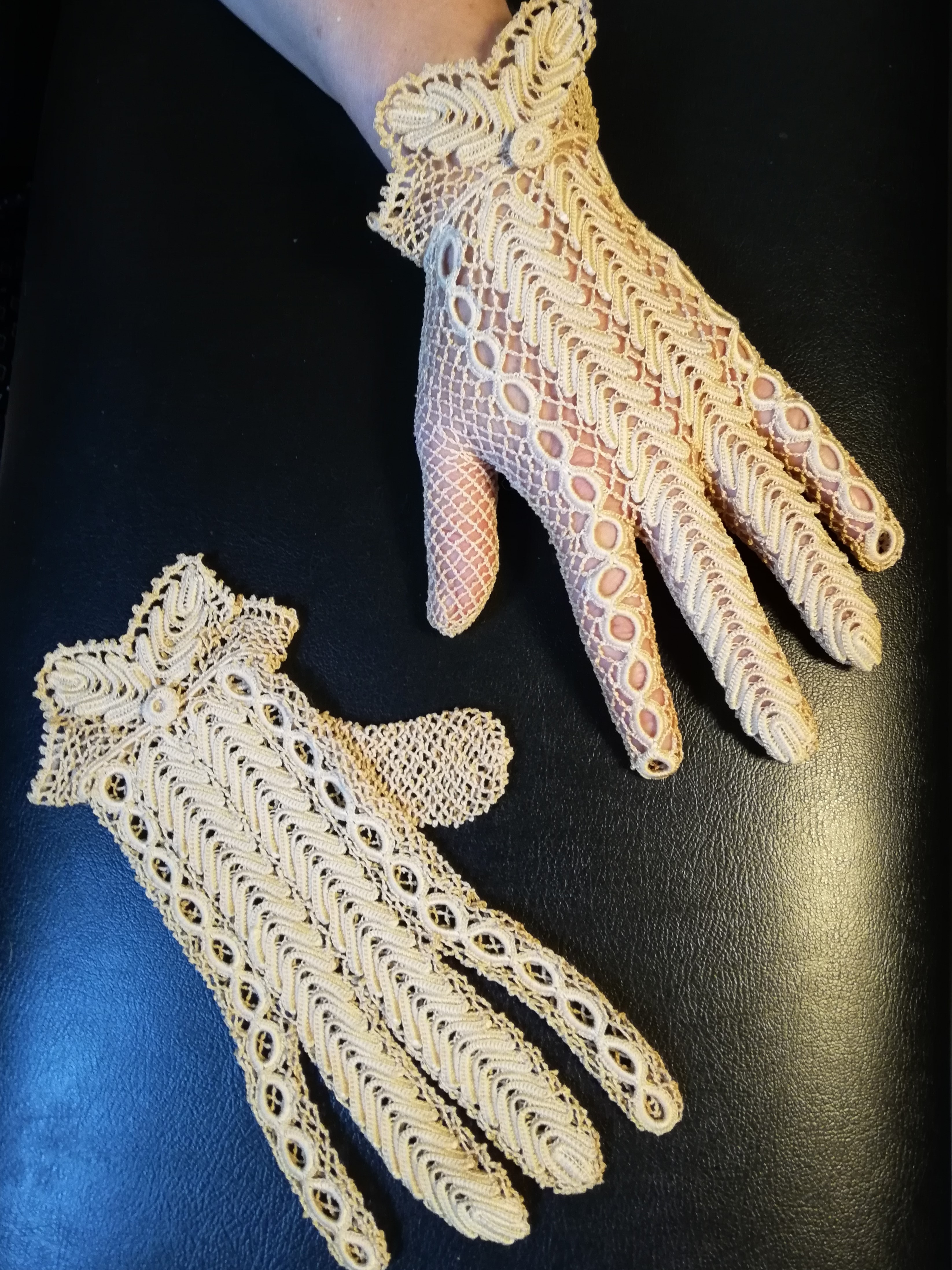
Gehaakte handschoenen (omstreeks 1912)

Haken is een handwerktechniek. Haken gebeurt met behulp van een haaknaald. Daarmee worden van garen eenvoudige tot ingewikkelde lussen gemaakt, die samen een patroon vormen.
Voor haakwerk kunnen verschillende soorten garen gebruikt worden, van het fijnste katoen voor kanten kleedjes tot touw en raffia voor koorden en andere gebruiksartikelen. Afhankelijk van het gebruikte garen, wordt voor een dunne tot dikke naald gekozen.

Er bestaat ook een manier om zonder behulp van een naald te haken, het zogenaamde vingerhaken. Deze methode wordt op sommige Nederlandse basisscholen in de handwerkles geleerd. Met deze techniek kunnen alleen 'lossen' worden gehaakt.

## Haaknaalden
Haaknaalden zijn genummerd volgens een standaardmaat (metrisch) en hebben meestal ook een standaardlengte die prettig in de hand ligt.
De twee dunste naalden zijn meestal van staal, de iets dikkere van aluminium overtrokken met een dun laagje plastic.
Voor de dikste naalden kunnen zowel plastics (nylon) als hout gebruikt worden.

## Garens
Voor de dunste garens wordt fijne katoen gebruikt. Fil a gant (handschoenengaren) is een katoenen garen dat gecoat is waardoor het sterk is en niet snel vuil aantrekt. Het werd oorspronkelijk gebruikt om handschoenen te haken maar wordt nu veel gebruikt om te borduren. Voor de iets dikkere garens wordt wol of menggaren gebruikt. Met dikkere materialen, zoals sisal en raffia, kan ook worden gehaakt.

## Haakpatronen
Omdat veel mensen niet zomaar iets uit het hoofd kunnen haken, zijn er in de handel haakpatronen verkrijgbaar. Een Nederlandse haakspecialiste is Wilma Westenberg.
Haakpatronen zien er nogal cryptisch uit. Om ruimte in de tekst te besparen worden voor de veel komende termen afkortingen gebruikt.
| Afkorting steken |                   | Overige afkortingen |                |
| ---------------- | ----------------- | ------------------- | -------------- |
| l                | losse             | CK                  | contrastkleur  |
| st               | steek             | doorh               | doorhalen      |
| drstk            | driedubbel stokje | GK                  | goede kant     |
| dstk             | dubbel stokje     | herh                | herhaling      |
| hv               | halve vaste       | HK                  | hoofdkleur     |
| hstk             | half stokje       | meerd               | meerderen      |
| omsl             | omslag            | mind                | minderen       |
| st               | steek of steken   | patr                | patroon        |
| stk              | stokje            | rest                | resterende     |
| v                | vaste             | VK                  | verkeerde kant |
|                  |                   | volg                | volgende       |
|                  |                   | oversl              | overslaan      |

Deze afkortingen worden weer gebruikt in samenstellingen. Voorbeelden daarvan zijn:
- (3v, 3l, 3v) in de volg. st. = 3 vasten, 3 lossen, 3 vasten maken in de volgende steek.
- 5 (6, 6, 7) v. meerd = 5 vasten meerderen. Omdat dit patroon kennelijk in 4 maten is gemaakt, geldt voor de andere drie maten respectievelijk 6, 6 of 7 vasten meerderen.
- Het teken * wordt gebruikt om aan te geven of een aantal steken meerdere malen moet worden herhaald.

Het haakpatroon wordt vaak weergegeven in "toeren", dat is een rij steken. Na omdraaien van het werk wordt een toer in de andere gemaakt. Bij rondhaken begint de volgende toer als de haker op het beginpunt is aangekomen. De toeren kunnen geteld worden met een toerenteller.
In plaats van een beschrijving in tekst met vele afkortingen, wordt ook wel een schema gebruikt als patroon. Dit wordt een stekendiagram genoemd. Het voordeel van zo een schema is dat daarmee ook min of meer zichtbaar wordt hoe het eindresultaat eruit zal zien.

## Steken

### Basissteken
In onderstaande tabel de basishaaksteken. Omdat soms anderstalige haakpatronen worden gebruikt, zijn de Engelse en Amerikaanse vertalingen bij de steken gezet. Om onbekende redenen verschillen deze woorden in het Engels en het Amerikaans.
| Nederlandse term      | Foto | Schematische aanduiding | Amerikaanse term      | Engelse (Britse) term        | Foto begin van een nieuw toer |
| --------------------- | ---- | ----------------------- | --------------------- | ---------------------------- | ----------------------------- |
| halve vaste           |      |                         | slip stitch           | slip stitch / single crochet |                               |
| losse of kettingsteek |      |                         | chain stitch          | chain stitch                 |                               |
| vaste                 |      |                         | single crochet        | double crochet               |                               |
| half stokje           |      |                         | half double crochet   | half treble                  |                               |
| stokje                |      |                         | double crochet        | treble                       |                               |
| dubbel stokje         |      |                         | triple/treble crochet | double treble                |                               |
| driedubbel stokje     |      |                         | double treble crochet | triple/treble treble         |                               |

### Toepassingen van de basissteken
Beginlus: Met een haakwerk wordt altijd begonnen met één enkele beginlus of opzetlus. Vervolgens wordt een aantal losse steken gemaakt, die vaak dient als de basis van het verdere haakwerk. Op de losse steken worden vervolgens de andere steken gemaakt, de halve vaste, vaste, stokjes, dubbele stokjes of driedubbele stokjes.
Lossen: voor het maken van boogjes, voor het maken van de basis van een haakwerk, voor het keren bij het maken van een nieuwe toer met hoge steken zoals stokjes. Voor een toer met vasten is één losse nodig, voor een toer met halve stokjes twee lossen, voor stokjes 3 lossen etc.
Halve vaste: delen van een werkstuk aan elkaar maken. Er ontstaat een platte naad. Een halve vaste maakt een mooie afwerking bij het begin van elke nieuwe toer. Aanbrengen van imitatie borduurwerk op een stuk haakwerk.
Vaste: Voor het maken van compact, stevig, haakwerk.

### Varianten van haaksteken
Varianten bestaan uit combinaties van de basissteken.
- Schelpsteek: drie tot vijf stokjes maken in een steek uit een voorgaande toer.[2]
- Boogje: drie of meer lossen na elkaar gehaakt.
- Rondhaken: dit wordt begonnen door een ketting van lossen met een vaste steek tot een cirkel te maken. Het alternatief is een "magische lus" te maken,[5] die later aangetrokken kan worden. Rondhaken wordt gebruikt in voorwerpen zoals een rond kleedje, een muts, het hoofd van een pop etc.

## Producten

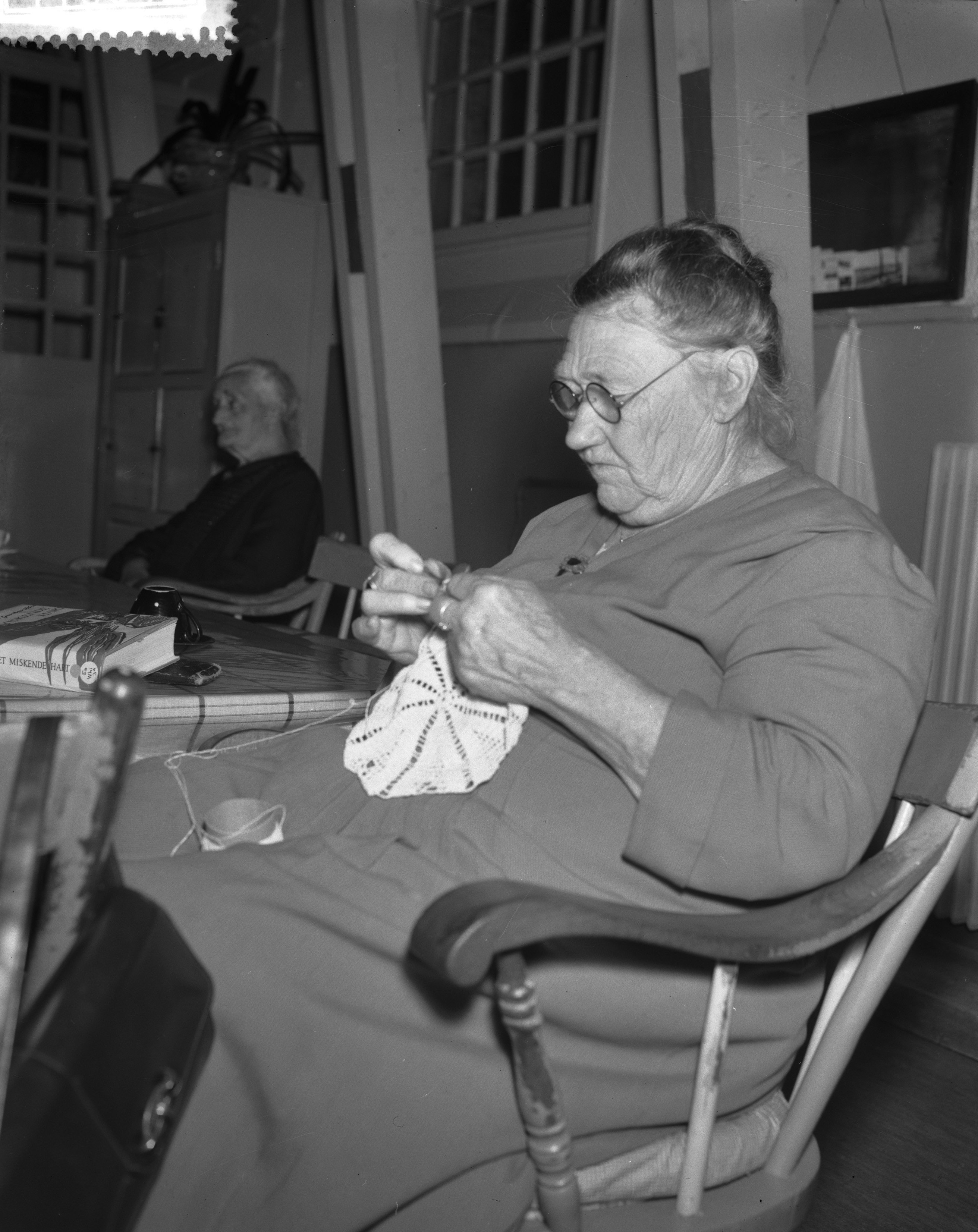
Hakende vrouw

Van de dunste garens worden sierkleedjes, bijna vergelijkbaar met kant gemaakt. Daarmee kunnen natuurlijke vormen, geïnspireerd op de natuur, zoals bloemen en blaadjes worden gehaakt. Dit wordt ook wel Iers haakwerk genoemd en is vaak driedimensionaal. Zie het middengedeelte van het kleedje op de foto.
In vroeger tijden werd er door sommige vrouwen ook vitrage gehaakt. Door veel met dubbele stokjes en lossen te werken kreeg die vitrage een heel open structuur, het zogenaamde filet haakwerk. Ook was het gebruikelijk om een sierrand in de onderkant van de vitrage te haken. Met een goede voorbereiding konden hiermee ook letters en woorden gevormd worden. Dit moest wel van tevoren berekend worden om goed uit te komen.
Van de dikkere materialen werd ook veel baby-, kinder- en dameskleding gemaakt. Ook jasjes, hemdjes en mutsjes werden en worden gehaakt. Sinds 2000 worden steeds vaker knuffels (vaak aangeduid met het Japanse woord amigurumi) en woonaccessoires gemaakt, aangemoedigd door videotutorials.
Grootmoeders blokken (granny squares) werden vaak van restjes wol gehaakt, om vervolgens te worden samengevoegd tot lappendekens. Ook deze zijn weer populairder geworden, evenals varianten zoals Afrikaanse bloemen (African flowers).
Touw en raffia lenen zich uitstekend voor het maken van allerlei stevige gebruiksvoorwerpen van tassen tot onderzetters en vloerkleden. Een techniek die nog weleens voor haken wordt aangezien is het naaldbinden.

## Wetenswaardigheden
- Hoogleraar wiskunde Hinke Osinga maakte een haakpatroon om de Lorenz-aantrekker in 3D te visualiseren.[6]
- Wiskundige Daina Taminia kwam als eerste op het idee om hyperbolische meetkunde aanschouwelijk te maken door middel van haken.[7] Zij inspireerde anderen tot het maken van een gehaakt koraalrif.
- Voormalig pornoactrice Bobbi Eden schreef een aantal boeken over haken.
- Stokhaken (ook wel bezemsteelbreien genoemd) is een handwerktechniek waarbij wordt gehaakt in een zeer lustig open structuur.